# Euagrotis simplicias
Euagrotis simplicias är en fjärilsart som beskrevs av Morrison 1874. Euagrotis simplicias ingår i släktet Euagrotis och familjen nattflyn. Inga underarter finns listade i Catalogue of Life.